# Esla-Campos (comarca agraria)

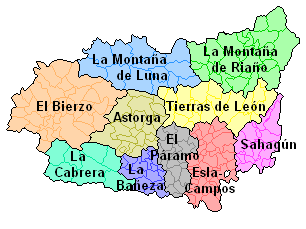
Ubicación de Esla-Campos en la provincia de León

Esla-Campos es una comarca agraria española situada al sureste de la provincia de León. Fue establecida en 1968.

## Características geográficas

### Descripción y superficie

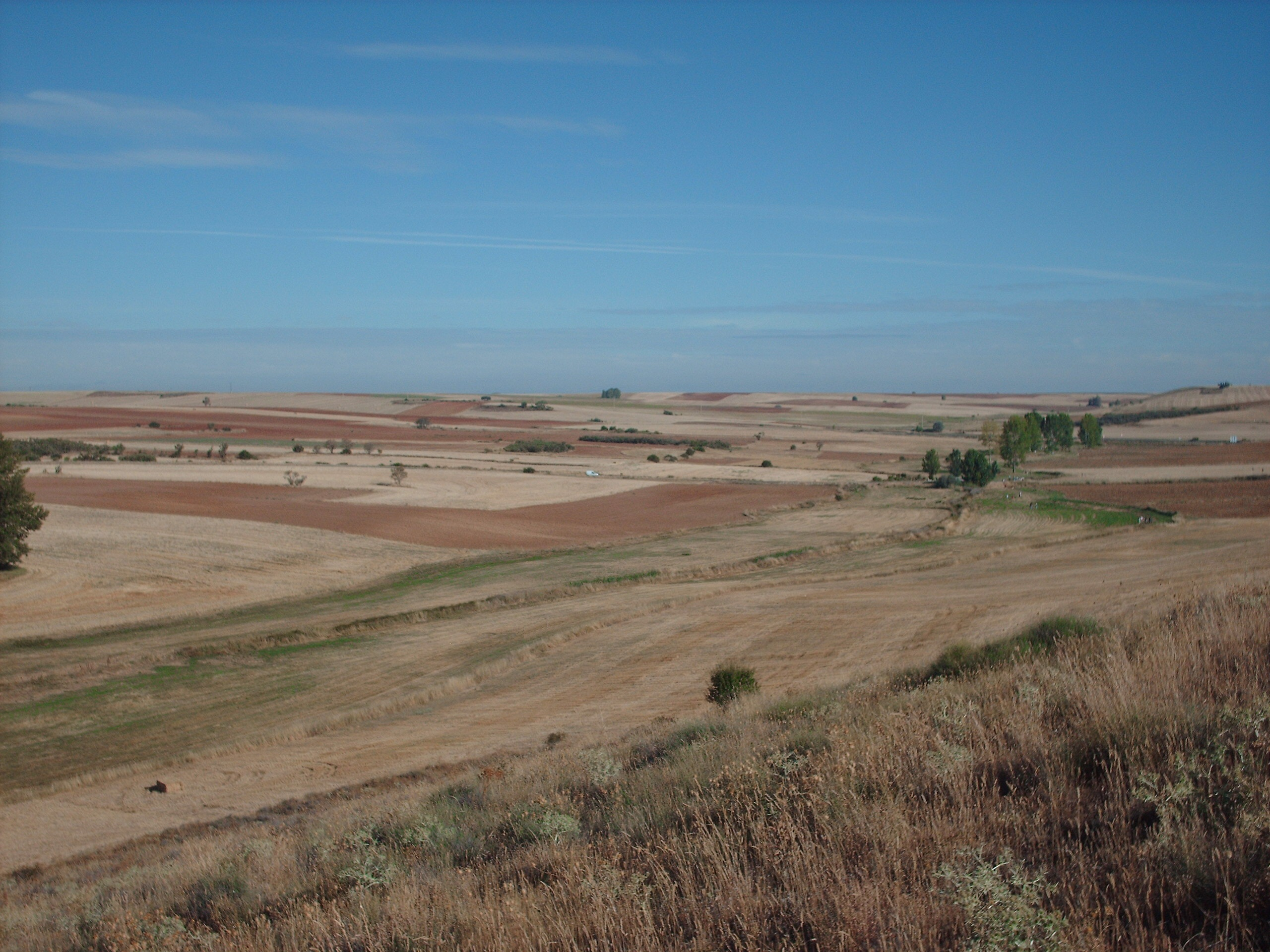
Los Oteros

Se localiza al sureste de la provincia de León, limitando al sur con Zamora y al este con Valladolid. Su relieve es predominantemente llano, con pocas elevaciones, cuyas altitudes oscilan entre 762 y 859 metros. A nivel hidrológico, la red principal está constituida por los ríos Bernesga y Esla; otros cuerpos de aguas son lagunas esteparias como las de Antimio de Abajo, en Onzonilla, y la laguna Grande, en Valverde-Enrique. Su territorio abarca, según datos de 2007, una superficie de 139 228 ha. e incluye 38 municipios, de los cuales los más extensos son Valderas (99,63 km²), Pajares de los Oteros (61,82 km²) y Villasabariego (59,75 km²).
| Municipio               | Superficie (km²) | Municipio                     | Superficie (km²) |
| ----------------------- | ---------------- | ----------------------------- | ---------------- |
| Algadefe                | 15,33            | San Millán de los Caballeros  | 24,69            |
| Cabreros del Río        | 24,77            | Santa Cristina de Valmadrigal | 40,02            |
| Campazas                | 20,88            | Santas Martas                 | 118,80           |
| Campo de Villavidel     | 13,97            | Toral de los Guzmanes         | 21,11            |
| Castilfalé              | 25,9             | Valdemora                     | 13,40            |
| Cimanes de la Vega      | 26,04            | Valderas                      | 99,63            |
| Corbillos de los Oteros | 31,8             | Valencia de Don Juan          | 58,50            |
| Cubillas de los Oteros  | 12,48            | Valverde-Enrique              | 35,90            |
| Fresno de la Vega       | 15,14            | Vega de Infanzones            | 20,80            |
| Fuentes de Carbajal     | 32,13            | Villabraz                     | 36,97            |
| Gordoncillo             | 23,36            | Villademor de la Vega         | 16,63            |
| Mansilla de las Mulas   | 35,36            | Villamandos                   | 16,23            |
| Mansilla Mayor          | 14,48            | Villamañán                    | 57,80            |
| Onzonilla               | 21,78            | Villamoratiel de las Matas    | 37,23            |
| Gusendos de los Oteros  | 24,68            | Villanueva de las Manzanas    | 31,89            |
| Izagre                  | 44,23            | Villaornate y Castro          | 48,28            |
| Matadeón de los Oteros  | 46,44            | Villaquejida                  | 53,42            |
| Matanza de los Oteros   | 53,58            | Villasabariego                | 59,75            |
| Pajares de los Oteros   | 61,82            | Villaturiel                   | 57,06            |

### Geología y edafología

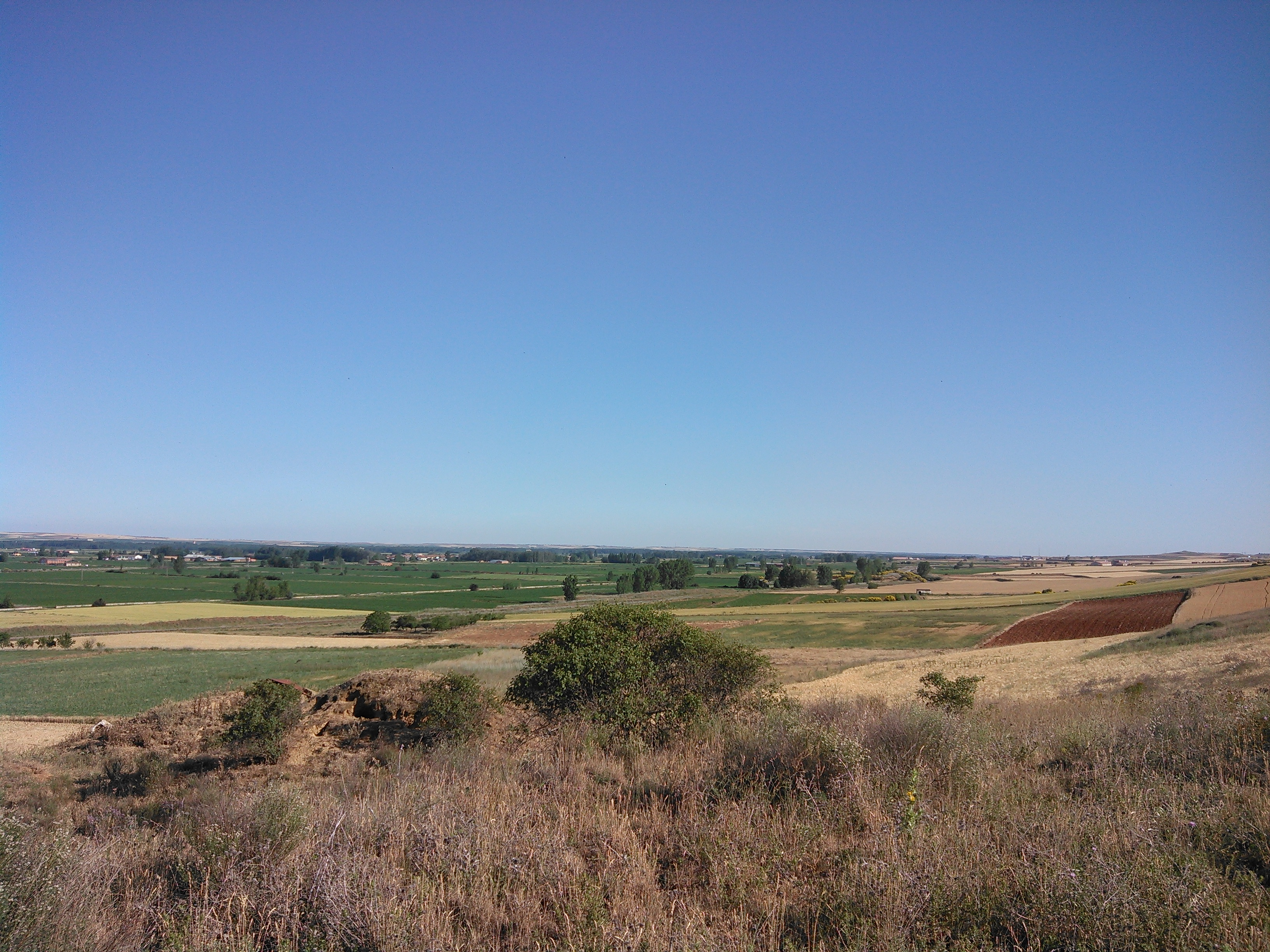
Vega de Toral

Geológicamente, su territorio se compone principalmente de rañas, arcillas arenosas, arcillas, areniscas y margas del Neógeno, y materiales aluviales y diluviales del Cuaternario. Entre los suelos más representativos están xerochrept (69 % de superficie) y xerorthent (31 %). El primero se caracteriza por su profundidad (100-150 cm), con bajo contenido en materia orgánica, pH ligeramente ácido y textura franco-arenosa; por su parte, el segundo es moderadamente básico, presenta un contenido en materia orgánica medio, es profundo y su textura es franca o arcillosa.

### Clima
Según la clasificación agroclimática de Papadakis, su territorio posee un tipo climático Mediterráneo templado. En relación con su régimen de humedad, el tercio norte comarcal presenta un régimen Mediterráneo húmedo, mientras que en el resto predomina un régimen Mediterráneo seco. En cuanto a temperaturas, el periodo frío o de heladas se extiende durante ocho meses, mientras que el periodo cálido, con temperatura media máxima superior a 30 grados, varía entre 0 y 1 mes, excepto en su extremo sureste, donde se prolonga entre uno y dos meses. Igualmente, el tercio septentrional presenta un periodo seco o árido durante tres meses, mientras que en los dos tercios meriodionales se prolonga durante cuatro meses.

## Características agrarias
Se trata de un territorio eminentemente agrícola; las tierras de cultivo ocupan el 75,7 % de su superficie (un 67 % de secano) mientras que los prados y pastos ocupan un 4 % y los terrenos forestales un 7,5 %. Los cultivos herbáceos predominantes son cereales (maíz, cebada, trigo, avena), forrajes y leguminosas, mientras que entre los cultivos leñosos únicamente destaca el viñedo. Los municipios con más superficie de cultivo son Santas Martas (10 180 ha) y Valderas (8128 ha).
| Distribución de tierras (2004)       | Superficie (ha)            | Superficie (ha) | Superficie (ha) |
| Distribución de tierras (2004)       | Secano \| Regadío \| Total |                 |                 |
| Cultivos herbáceos                   |                            |                 |                 |
| Maíz                                 | 0                          | 17 537          | 17 537          |
| Cebada                               | 11 281                     | 1979            | 13 260          |
| Trigo                                | 7671                       | 1933            | 9604            |
| Avena                                | 8282                       | 1050            | 9332            |
| Alfalfa                              | 2483                       | 2377            | 4860            |
| Praderas polífitas                   | 215                        | 806             | 1021            |
| Guisante seco                        | 1685                       | 1194            | 2879            |
| Altramuz                             | 1865                       | 936             | 2801            |
| Garbanzo                             | 1071                       | 35              | 1106            |
| Veza                                 | 2229                       | 143             | 2372            |
| Girasol                              | 1858                       | 550             | 2408            |
| Remolacha azucarera                  | 0                          | 1160            | 1160            |
| Otros                                | 1241                       | 1241            | 2482            |
| Cultivos leñosos                     |                            |                 |                 |
| Viñedo no asociado                   | 2900                       | 2               | 2902            |
| Otros                                | 0                          | 23              | 23              |
| Barbecho y otras tierras no ocupadas | 28 390                     | 3716            | 32 106          |
| Tierras de cultivo                   | 71 171                     | 34 175          | 105 346         |
| Prados naturales                     | 1734                       | 1499            | 3233            |
| Pastizales                           | 2376                       | 0               | 2376            |
| Prados y pastos                      | 4110                       | 1499            | 5609            |
| Monte maderable                      | 6694                       | 889             | 7583            |
| Monte abierto                        | 2573                       |                 | 2573            |
| Monte leñoso                         | 276                        |                 | 276             |
| Terreno forestal                     | 9543                       | 889             | 10 432          |
| Erial a pastos                       | 7558                       |                 | 7558            |
| Terreno improductivo                 | 3074                       |                 | 3074            |
| Superficie no agrícola               | 5343                       |                 | 5343            |
| Ríos y lagos                         | 1792                       |                 | 1792            |
| Otras superficies                    | 17 767                     |                 | 17 767          |
| Superficie total                     | 102 591                    | 36 563          | 139 154         |